# Ett moln på min himmel (roman)
Ett moln på min himmel (originaltitel: Bonjour tristesse) är en roman från 1954 av Françoise Sagan.
Ett moln på min himmel, publicerad när författaren endast var 18 år gammal, var Sagans debutroman och placerades 1999 på plats 41 på listan över Århundradets 100 böcker enligt Le Monde.

## Handling
Ett moln på min himmel är en sommarlovsberättelse från Franska Rivieran om Cécile, en sjuttonårig flicka som tillsammans med sin livsnjutande fader Raymond drömmer bort den ena solgassande dagen efter den andra. Men när den loja livsstilen hotas av faderns plötsliga förälskelse Anne finns det ingenting som stoppar Céciles raffinerade grymhet.